# Eerste man!
Eerste man! was een tv-serie uit 1967 en 1968, uitgezonden door de NCRV. De komische televisieserie ging over de belevenissen van de Amsterdamse taxichauffeur Freek Nijdam (Rien van Nunen). De serie werd geschreven door Rita Boas-Koopman en bewerkt door Alfred Pleiter. 
Eerste man! was de eerste Nederlandse serie die geheel op locatie werd gefilmd, onder andere in het woonhuis van van Nunen in Hillegom. De muziek voor de serie werd gemaakt door Harry de Groot. Volksacteur Rien van Nunen was ten tijde van de serie al razend populair door de tragikomische televisieserie Stiefbeen en zoon, waarvoor hij een gouden Televizier-Ring had gekregen. 
De serie werd verkocht aan Oostenrijk en Zwitserland, waar deze ondertiteld werd.